# Pseudepitettix yunnanensis
Pseudepitettix yunnanensis är en insektsart som beskrevs av Zheng, Z. 1995. Pseudepitettix yunnanensis ingår i släktet Pseudepitettix och familjen torngräshoppor. Inga underarter finns listade i Catalogue of Life.